# Relaciones España-Libia
Las relaciones España-Libia son las relaciones bilaterales entre estos dos países. Libia tiene una embajada en Madrid, y España una en Trípoli.

## Relaciones diplomáticas

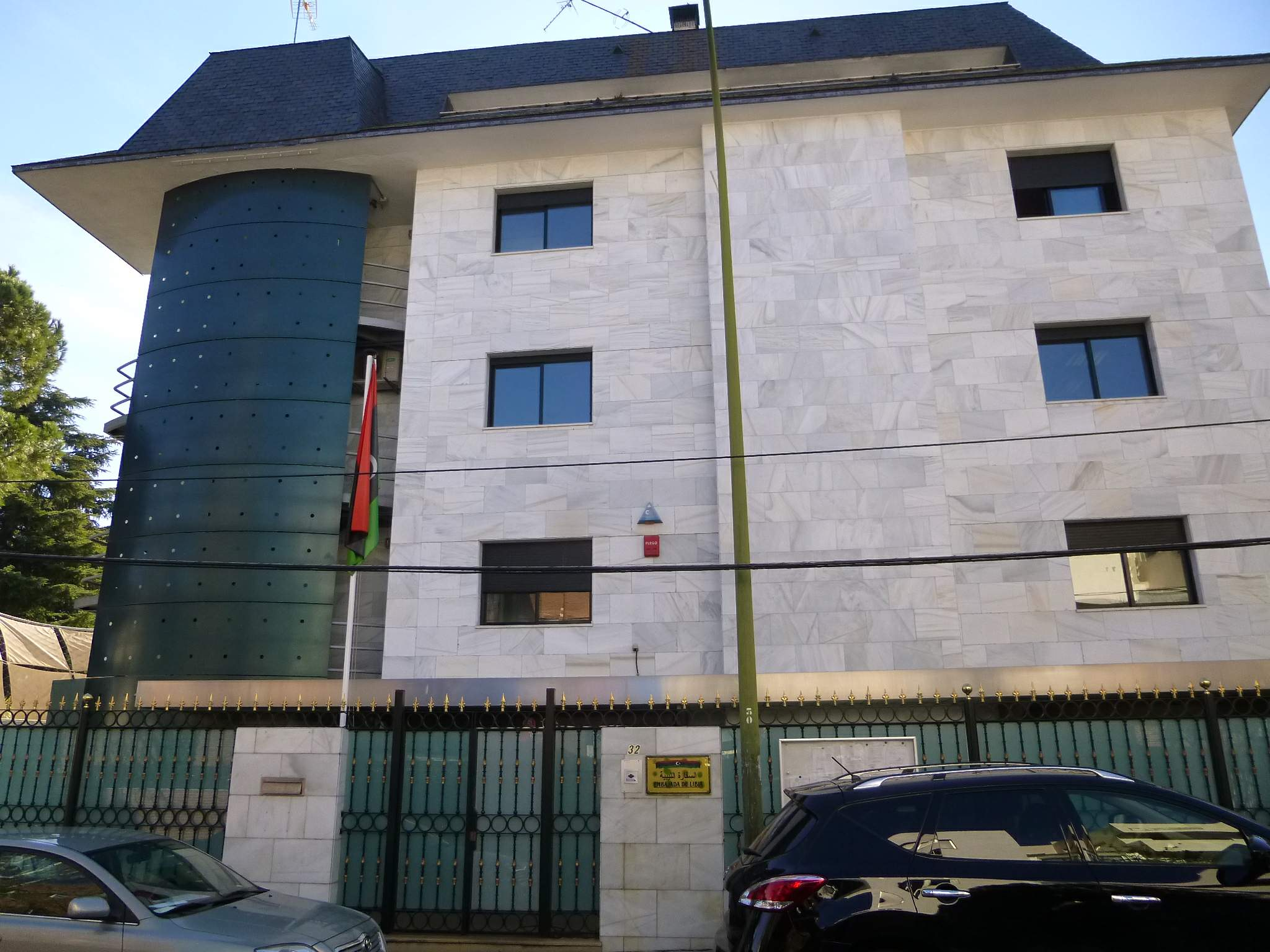
Embajada de Libia en Madrid

España y Libia establecieron relaciones diplomáticas el 14 de enero de 1961, durante el reinado del rey Idris. Posteriormente, durante los 42 años del régimen de Gadafi las relaciones hispano-libias estuvieron muy mediatizadas por la política de Gadafi. Tras los años del embargo internacional a Libia por el apoyo de Gadafi al terrorismo y su programa de armas de destrucción masiva, en 2004 se inició una tímida normalización de las relaciones de Libia con la comunidad internacional.
En 2011 España fue uno de los primeros países en posicionarse a favor de la revolución del 17 de febrero, apoyándola activamente en el campo político y el de la asistencia humanitaria. En el terreno político, España reconoció en marzo de 2011 al Consejo Nacional de Transición, gobierno provisional, y un mes después desplazó un enviado especial a Bengasi; fue miembro del “Grupo de amigos de Libia” y participó en la operación de la OTAN en defensa del pueblo libio. La ministra de Asuntos Exteriores y de Cooperación Trinidad Jiménez viajó a Bengasi en junio de 2011, cuando el conflicto militar todavía no había llegado a su fin.
Tras el inicio de la transición política en Libia, España ha procurado relanzar las relaciones bilaterales mostrando su disposición a acompañar a Libia en el proceso de democratización. Con este objetivo, el ministro de Asuntos Exteriores y de Cooperación José Manuel García-Margallo, acompañado por la ministra de Fomento Ana Pastor, visitó Trípoli el 16 y 17 de diciembre de 2012 para transmitir el mensaje de apoyo del gobierno español a las nuevas autoridades libias y para impulsar las relaciones económicas y empresariales entre España y Libia.
Manteniendo su política favorable al proceso de reconciliación y transición en Libia, España apoyó las negociaciones impulsadas por la Misión de Apoyo de las Naciones Unidas en Libia celebradas en Ginebra (2014) y en Sjirat, Marruecos (2015), que llevaron en diciembre de 2015 a la firma del denominado Acuerdo Político Libio y a la formación de un Consejo Presidencial y un Gobierno de Acuerdo Nacional, reconocidos por la comunidad internacional. En el marco del reforzamiento de las relaciones bilaterales, en septiembre de 2018 el ministro de Exteriores del Gobierno de Acuerdo Nacional, Mohamed Siyala, fue recibido en Madrid por su homólogo español, Josep Borrell, para tratar temas de intercambios económicos, emigración y cooperación bilateral.

## Cooperación
España fue el quinto donante europeo en ayuda humanitaria durante la revolución libia de 2011, aportando más de 7 millones de euros. El proceso de cambios políticos y sociales en Libia y otros países a raíz de la Primavera Árabe en enero-febrero de 2011 ha motivado una reformulación de la política de cooperación para el desarrollo en la región centrándose en el acompañamiento a los procesos de cambio democrático. Uno de los principales mecanismos de cooperación en ese ámbito es el Programa Masar: se trata de un programa de la Cooperación Española iniciado en junio de 2012, cuyo objeto es el acompañamiento a los procesos de gobernanza democrática en el Mundo árabe, contribuyendo a la modernización y al fortalecimiento de las instituciones y de los actores clave en el desarrollo del Estado de Derecho, con el fin de que los poderes públicos puedan dar respuesta a las necesidades de sus sociedades, y la sociedad civil pueda ser uno de los motores del cambio.
El objetivo estratégico de la cooperación española en Libia es contribuir a reforzar las capacidades del país en su proceso de reconstrucción y transición política. En 2012 España financió un programa de desminado de la ONG MAG y el programa de asistencia electoral de la Misión de Naciones Unidas en Libia. En el marco del programa Masar, la viceministra de Justicia de Libia, Sahar Banoon, viajó a España el 17 de junio de 2013 junto una delegación de su Ministerio para conocer nuestro sistema penitenciario con vistas a iniciar la colaboración en materia de reforma penitenciaria.
La promoción de intercambios a nivel institucional, empresarial y de sociedad civil entre España y Libia es una de las principales vertientes de la cooperación española mediante visitas de estudios a instituciones españolas y la participación en conferencias y seminarios organizados por instituciones como Casa Árabe, Casa Mediterráneo y Club de Madrid entre otras.
En el ámbito cultural destaca la promoción de la cultura y lengua española, con la creación de una plaza de lectorado de español en la Universidad de Trípoli en el curso 2013-2014.